# William Wallace Campbell

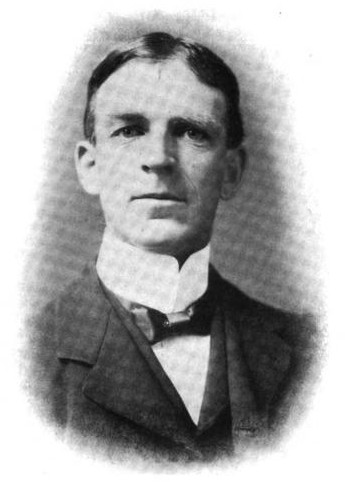
William Wallace Campbell 1905

William Wallace Campbell (* 11. April 1862 in Hancock County (Ohio); † 14. Juni 1938 in San Francisco) war ein US-amerikanischer Astronom.
Er war ab 1891 Mitarbeiter am Lick-Observatorium und von 1901 bis 1923 Direktor des Lick-Observatoriums und Professor. Danach war er 1923 bis 1930 Präsident der University of California.
Er befasste sich mit Sternspektroskopie, z. B. Radialgeschwindigkeit von Sternen und Entdeckung von Doppelsternen mit spektroskopischen Methoden. Er leitete auch mehrere Sonnenfinsternisexpeditionen.
1906 wurde er mit der Goldmedaille der Royal Astronomical Society geehrt, 1902 in die National Academy of Sciences, 1903 in die American Philosophical Society, 1911 in die American Academy of Arts and Sciences und 1918 in die Royal Society sowie in die Académie des sciences gewählt. 1915 wurde er mit der Bruce Medal ausgezeichnet. 1920 wurde er zum Ehrenmitglied (Honorary Fellow) der Royal Society of Edinburgh gewählt. Seit 1924 war er korrespondierendes Mitglied der Russischen Akademie der Wissenschaften. Von 1931 bis 1935 war er Präsident der National Academy of Sciences.
1970 wurde ein Mond-, 1973 ein Marskrater und 1987 der Asteroid (2751) Campbell nach ihm benannt.